# 九条彦子
九条 彦子（くじょう ひろこ/げんし、1227年（安貞元年） - 1262年1月26日（弘長2年1月5日））は、鎌倉時代の女院である。四条天皇の女御で、九条道家の孫娘で光明峰寺入道九条教実の娘。母は西園寺嘉子。女院号は宣仁門院。

## 生涯
「彦子」の名前はかつて彼女の叔母で四条天皇の生母である九条竴子が入内した際に、父の九条道家がこの名前を与えようとしたところ藤原定家の諫言などで取りやめた経緯があった。道家は亡き竴子の忘れ形見である四条天皇の后となる同じく亡き教実の忘れ形見である孫娘に自分が希望した名前を与えることになったのである（なお、諫言をした藤原定家は彦子の入内直前に死去している）。
1241年（仁治2年）1月3日に従三位に叙任。同年に入内し12月13日四条天皇の女御となる。しかし翌1242年（仁治3年）1月9日四条天皇が急死。同年12月准三宮、1243年（寛元元年）2月院号宣下、10月出家。1262年（弘長2年）1月5日に薨去。享年36。